# Prosthechea mariae
Prosthechea mariae är en orkidéart som först beskrevs av Oakes Ames, och fick sitt nu gällande namn av Wesley Ervin Higgins. Prosthechea mariae ingår i släktet Prosthechea och familjen orkidéer. Inga underarter finns listade i Catalogue of Life.

## Bildgalleri

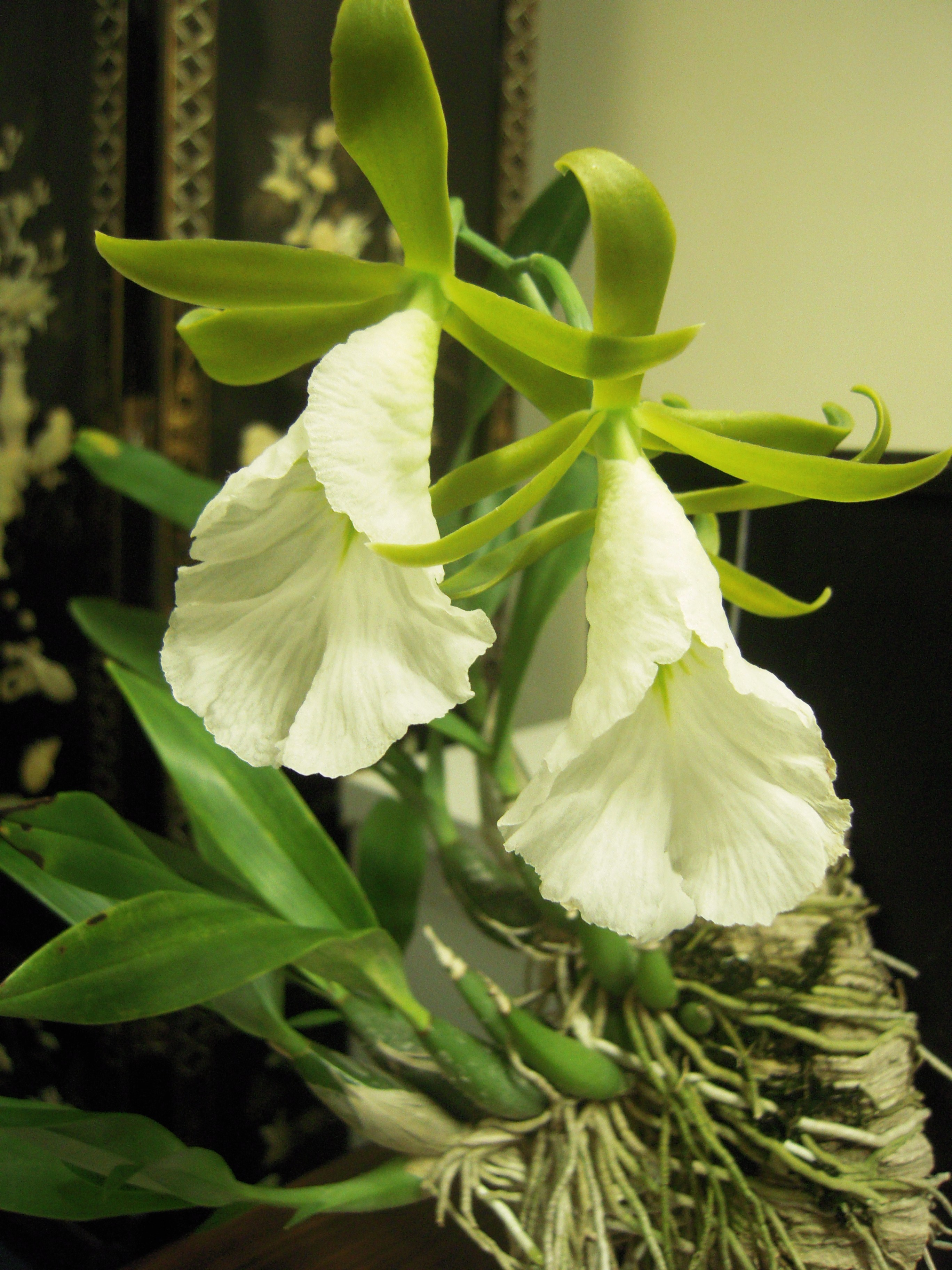